# Ritchiea agelaeifolia
Ritchiea agelaeifolia är en kaprisväxtart som beskrevs av Ernest Friedrich Gilg. Ritchiea agelaeifolia ingår i släktet Ritchiea och familjen kaprisväxter. Inga underarter finns listade i Catalogue of Life.